# Lagonimico
Lagonimico — це вимерлий рід мавп Нового Світу середнього міоцену (лавентан у період наземних ссавців Південної Америки; 13.8–11.8 млн років). Його останки були знайдені в Konzentrat-Lagerstätte La Venta в Honda Group Колумбії. Типовим видом є L. conclucatus.

## Опис
Майже повний, але сильно роздроблений череп і нижня щелепа Лагоніміко були виявлені у формації Ла Вікторія, яку датують Лавентаном, приблизно від 13.5 до 12.9 млн років. Lagonimico, як Micodon і Patasola magdalenae, також з Honda Group, були віднесені до Callitrichinae.
Особливості зубного ряду дозволяють припустити, що Lagonimico є сестринською групою живих Callitrichina. Ці особливості включають подовжені стиснуті нижні різці, зменшену лінгвальну частину P2 і відсутність гіпоконусів верхнього моляра. Новий таксон також має відносно глибоку щелепу, що виключає його прямого предка будь-якого живого Callitrichina.
Орбіти L. conclucatus маленькі, що свідчить про денний спосіб життя. Щічні зуби з низькими коронками (бунодонти) з короткими округлими стрижучими гребенями, а також спрощення премолярів і зменшення розміру М3 свідчать про адаптацію до поїдання фруктів або клею, як і у багатьох живих калітрихін. Висунуті та трохи подовжені нижні різці припускають, що цей вид міг використовувати свої передні зуби як різці, можливо, для збирання деревної жуйки. Оцінки розміру щелепи свідчать про те, що Лагоніміко важив приблизно від 1200 до 1300 грамів, що приблизно відповідає розміру Callicebus, живої мавпи з Південної Америки. Пізніше дослідження зменшило передбачувану вагу до 595 грамів. Судячи з розміру зубів і довжини щелепи, Лагоніміко був би трохи меншим за Калліцебус, але все ж більшим за Калліміко чи будь-який живий калітрихін.
Верхній перший моляр (M1) із субтрикутним контуром із вузькою лінгвальною стороною нагадує найдавнішого примата Нового Світу, виявленого на сьогоднішній день, перупітека пізнього еоцену з перуанської Амазонки.